# Demmeltrath
Demmeltrath ist ein aus einer Hofschaft hervorgegangener Wohnplatz in der bergischen Großstadt Solingen.

## Lage und Beschreibung
Demmeltrath liegt im Osten des Solinger Stadtteils Wald nahe der Grenze zum Stadtteil Gräfrath. Durch Demmeltrath führt die Landesstraße 85, die Focher Straße. Dort befindet sich auch eine nach dem Ort benannte Bushaltestelle. Demmeltrath liegt nördlich des ebenfalls nach ihm benannten Demmeltrather Bachs, der am Zentral entspringt und teilweise verrohrt geführt wird, ehe er im Dültgenstal in den Lochbach mündet. Im Osten befindet sich das Gewerbegebiet Wald Bahnhof, südlich liegt das Schulzentrum Vogelsang, bestehend aus Realschule und Gymnasium Vogelsang.
Benachbarte Orte sind bzw. waren (von Nord nach West): Fuhr, Hahnenhaus, Foche, Heide, Vogelsang, Eigener Feld, Eigen, Dültgenstal, Scheiderfeld, Henshaus, Strauch und Delle.

## Etymologie
Der Namensbestandteil -rath lässt darauf schließen, dass das Gebiet für eine Ansiedlung zunächst durch Rodung urbar gemacht werden musste. Das Bestimmungswort Demmelt leitet sich von dem Personennamen Thiemilo ab.

## Geschichte
Demmeltrath war in Form einer bergischen Hofschaft mindestens schon um das Jahr 1300 vorhanden. Der Ort war zur Zeit des einfachen Landverkehrs ein Haltepunkt der Pferdefuhrwerke und damit ein Verkehrsort zu einer Zeit, als Landstraßen noch kaum ausgebaut waren. Demmeltrath lag an der zwischen Benrath und Gräfrath in späteren Zeiten zur Provinzialstraße ausgebauten Verbindungsstraße über Wald, Ohligs und Hilden, der  Benrath–Focher Provinzialstraße. Der Ort gehörte zur Honschaft Scheid innerhalb des Amtes Solingen.
Der Ort ist im Jahre 1715 in der Karte Topographia Ducatus Montani, Blatt Amt Solingen, von Erich Philipp Ploennies mit einer Hofstelle verzeichnet und als Demelrad benannt. Die Topographische Aufnahme der Rheinlande von 1824 verzeichnet den Ort als Demelrath und die Preußische Uraufnahme von 1844 ebenfalls als Demelrath. In der Topographischen Karte des Regierungsbezirks Düsseldorf von 1871 ist der Ort erneut als Demelrath verzeichnet. Die Preußische Neuaufnahme von 1893 verzeichnet den Ort als Demmeltrath.
Nach Gründung der Mairien und späteren Bürgermeistereien Anfang des 19. Jahrhunderts gehörte Demmeltrath zur Bürgermeisterei Wald. 1815/16 lebten 112, im Jahr 1830 128 Menschen im als Dorf bezeichneten Demmeltrath.  1832 war der Ort Teil der Zweiten Dorfhonschaft innerhalb der Bürgermeisterei Wald, dort lag er in der Flur III. (Scheid). Der nach der Statistik und Topographie des Regierungsbezirks Düsseldorf als Hofstadt kategorisierte Ort besaß zu dieser Zeit ein öffentliches Gebäude, 19 Wohnhäuser und 18 landwirtschaftliche Gebäude. Zu dieser Zeit lebten 79 Einwohner im Ort, davon elf katholischen und 68 evangelischen Bekenntnisses. Die Gemeinde- und Gutbezirksstatistik der Rheinprovinz führt den Ort 1871 mit 28 Wohnhäusern und 203 Einwohnern auf. Im Gemeindelexikon für die Provinz Rheinland von 1888 werden für Demmeltrath 27 Wohnhäuser mit 171 Einwohnern angegeben. 1895 besitzt der Ortsteil elf Wohnhäuser mit 82 Einwohnern, 1905 werden zwölf Wohnhäuser und 81 Einwohner angegeben.
Mit der Städtevereinigung zu Groß-Solingen im Jahre 1929 wurde Demmeltrath ein Ortsteil Solingens. In der Nachkriegszeit erlebte Demmeltrath einen beispiellosen Bauboom, der Bau von Mehrfamilienhäusern ließ den einstigen Hofschaftscharakter Demmeltraths rasch verwischen. Die letzten noch zu der Straßenbezeichnung Demmeltrath nummerierten Häuser wurden im Zuge des Straßennamen-Neuordnungsprogramms für die Hofschaften am 2. April 1976 zur Focher Straße umnummeriert. Vereinzelte, verschieferte Fachwerkhäuser sind am Berghang zum Demmeltrather Bach, versteckt hinter den Wohnkomplexen an der Focher Straße, allerdings auch heute (2021) noch vorhanden.
Auf einer ehemaligen Müllkippe und späteren Mulchanlage zwischen Demmeltrath und Eigener Feld wurde im Jahre 1997 als neue Querverbindung zwischen dem Frankfurter Damm und Demmeltrath die Carl-Ruß-Straße angelegt, die nach dem Walder Ehrenbürger Carl Ruß benannt wurde. Nach der Verlagerung der Mulchanlage an den Standort Bärenloch durch die damaligen Entsorgungsbetriebe Solingen im Jahre 2003 lag die ehemalige Mulchanlage jahrelang brach. Das Gelände erwarb im Jahre 2016 ein ortsansässiger Autohändler, der an diesem Standort ein Autohaus errichtete.